# 투구꽃속
투구꽃속(Aconitum /ˌækəˈnaɪtəm/)은 미나리아재비과에 속하는 250개 이상의 종을 가진 속이다. 이 속은 여러해살이 식물로서 북반구 산지의 야생 식물(native plant)이며 산 목초지의 배수 작용 뿐 아니라 수분 유지력이 탁월하다.
이 명칭은 그리스어의 "ἀκόνιτον"(akoniton)으로 "화살" 또는 "창"이라는 뜻이다. 식물에서 추출한 독이 늑대를 죽이는데 이용하여 "늑대의 골칫거리"(wolf's bane)으로 불리기도 한다. 또한 독극물의 여왕(queen of poisons), 부자(aconite), 마법사의 모자(monkshood), 표범의 골칫거리(leopard's bane), 여자의 골칫거리(women's bane), 악마의 헬멧(devil's helmet), 파랑 로켓(blue rocket)으로도 부른다.
바곳의 뿌리는 초오라고 하며 현재 대한민국에서는 제조, 가공, 수입, 조리가 금지되어 있다.

## 모양
투구꽃속 식물은 짙은 녹색의 턱잎(stipules)으로 이루어져 있다. 잎모양은 전체적으로 둥근 모양이지만 손바닥 모양으로 5-7개의 부분으로 이루어져 있다. 각각의 부분들은 다시 거칠고 날카로운 3개의 잎으로 이루어져 있다. 이 잎들은 나선형으로 배열되어 있다. 아래의 잎들은 긴 잎자루를 가지고 있다.9월쯤 피기 시작해 10월이면 전국 어디서나 저정을 맞는다. 꽃 한 송이 길이가 3cm도 더 되는 꽃송이가 이삭 모양으로 모여 주렁주렁 달린다.

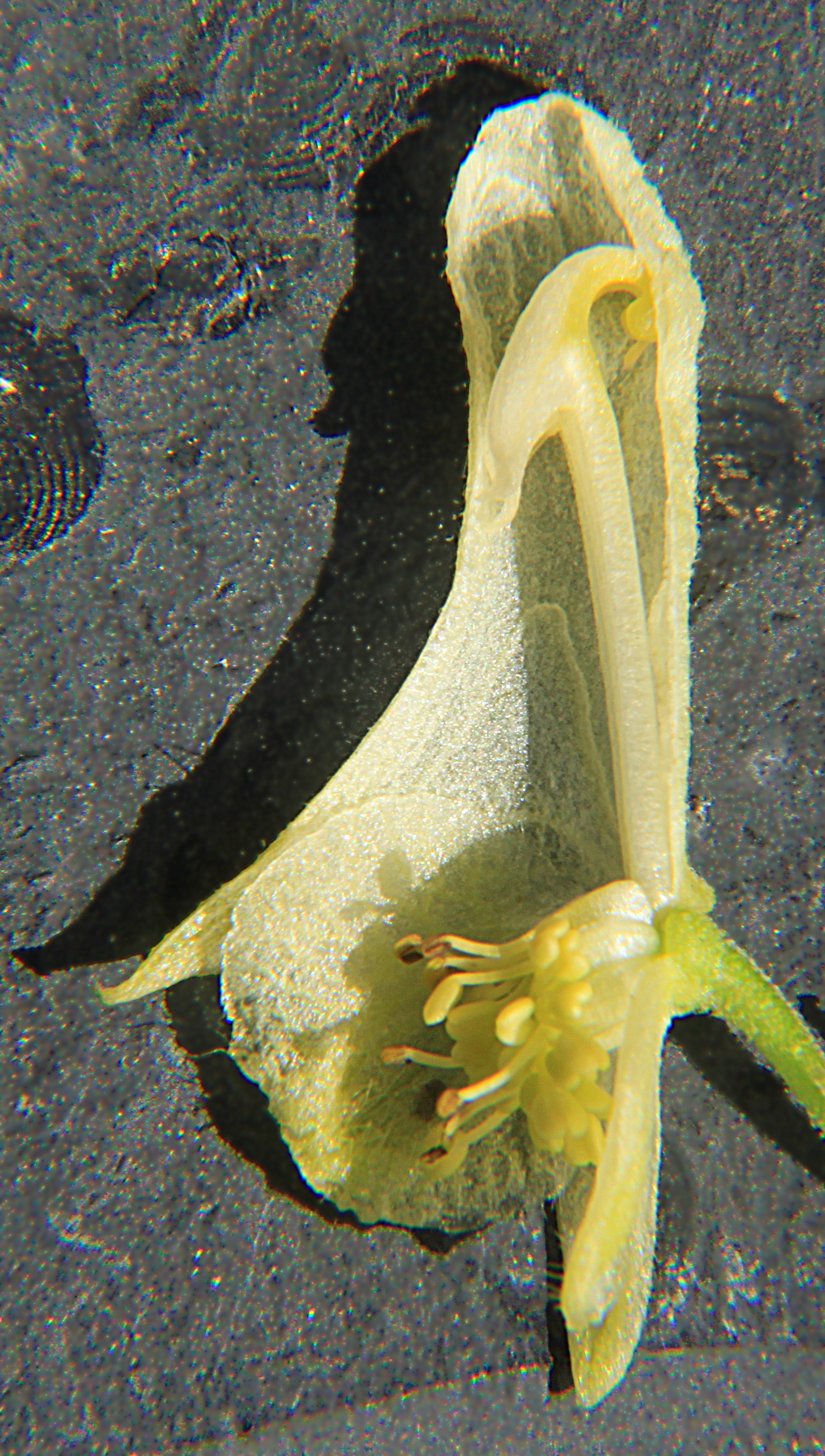
꽃꿀을 보여주는 안코니툼 불파리아(Aconitum vulparia)의 해부도.

크고 직립하는 줄기는 많은 수꽃술을 지닌 파랑, 보라, 하양, 노랑, 분홍의 대칭꽃의 층상꽃을 핀다. 이들은 5개 꽃잎 모양의 꽃받침(뒤에 1개)로 이루어져 원통형 헬멧처럼 보인다. 이 헬멧에서 투구꽃 무리라는 단어 "monkshood"라는 단어가 나왔다. 또한, 2-10개 정도의 꽃잎 모양의 꽃꿀이 있다. 위쪽에 있는 2개가 크다. 이들은 꽃받침 모자 아래 있어 긴 줄기와 연결되어 있다. 이들은 끝의 빈 곳과 함께 꽃꿀이 존재한다. 다른 꽃잎 모양은 작은 비늘 모양으로 이루어져 있다. 3-5개의 심피 일부분은 바닥과 융합한다.
열매는 골돌과의 복과(aggregate fruit)로 건조한 중심에 씨앗이 있다.

## 생태학
- 이 식물은 점나방(Dot Moth), 원호나방(The Engrailed), 쥐나방(Mouse Moth), 웜우드 퍼그(Wormwood Pug), 황금꼬리나방(Yellow-tail) 등 일부 나비목이 섭취한다. 또한 봄부스 콘소브리누스(Bombus consobrinus)의 주 섭취 음식이기도 하다.[5][6]

- 투구꽃은 이동이 가능하다. 동물처럼 뛰어다니는 건 아니지만 덩이뿌리가 썩고(괴근) 인근 다른 뿌리에서 새싹이 올라오는 과정에서 아주 조금씩 자리를 움직인다. 뿌리 크기만큼 옆으로 이동하는 것과 같다.[7]

## 문화적 위치

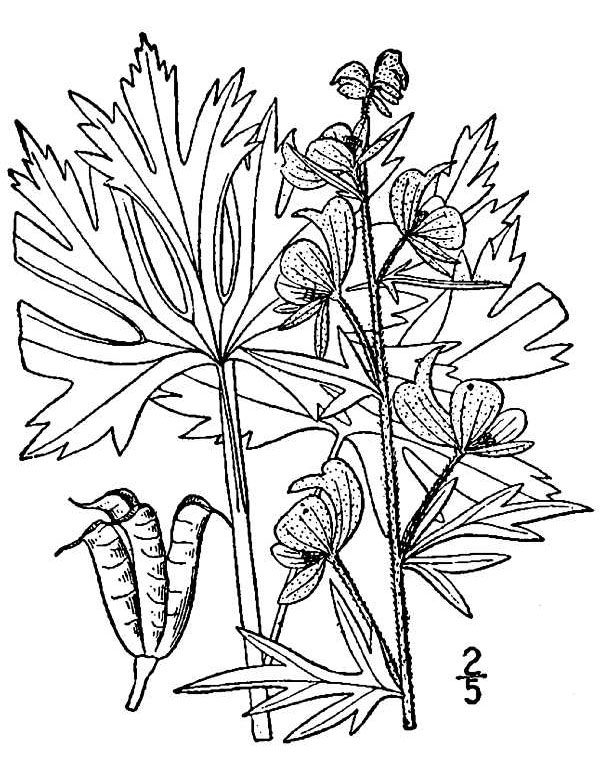
Aconitum noveboracense

문학과 여러 문화에서 투구꽃속 식물은 다음과 같이 이용한다.
- 그리스 신화에서, 메데이아는 테세우스를 투구꽃속 식물을 넣은 포도주로 독에 중독시키려 했다. 그러나, 그의 아버지인 아이게우스가 그의 정체성을 분별할 수 있을 때 마시지 못하게 하였다.[8]

- 셰익스피어의 헨리 4세 2부(Henry IV Part II) 4장 4번째 신에서 부자를 화약의 발진과 함께 긴밀한 관계를 깰 수 있는 "제안의 독"으로 강력히 작용하는 것으로 묘사한다.

- 교겐(일본 전통 희극)에서는 일본에서 잘 알려지고 자주 배웠던 부자가 나온다.

- 투구꽃속 식물은 위칸의 규범(Wiccan Rede) 구절 중 하나에 설명되어 있다.

- 텔레비전 프로그램 뱀파이어 다이어리에서 투구꽃속 식물은 버베나(Verbena)에 대응하여 뱀파이어에게 늑대 인간 및 혼종을 쇠약하게 하는 영향을 미친다.

- 텔레비전 프로그램 마법사 멀린의 주인공 멀린은 부자로 아서를 독살시키고자 한다.

- 판타지 소설 해리 포터에서 투구꽃속 식물은 투구꽃 물약(Wolfsbane Potion)의 재료인 독성 식물로서 나오며, 늑대 인간이 늑대로 변신했을 때에도 자신의 이성과 양심을 유지하기 위해 사용한다.

- 엘리스 피터스의 1980년 출판된 소설 Monk's Hood는 캐드팰 시리즈 3번째에서 살인자들이 이용하는 독이다.

- 제임스 조이스의 소설 율리시스에서는 주인공 레오파드 블룸(Leopold Bloom)의 아버지인 루돌프 블룸이 부자 과다 복용으로 자살한다.

- 투구꽃속 식물의 이용은 알레이스터 크로울리의 텔레마 성서(Holy Books of Thelema) "Liber 65" 1장 13절-16절에 "신성한 친교 힘의 비유"로 언급된다.

- MTV의 텔레비전 시리즈 틴 울프에서는 투구꽃속 식물이 중요한 재발생 역할을 하지만 인간에게 훨씬 덜 유독하게 묘사된다.

- 텔레비전 시리즈 덱스터(시즌 7)에서는 한나 맥케이(Hannah McKay)가 그녀의 피해자 중 일부를 투구꽃속 식물로 독살한다.

- 히트 만화 및 애니메이션 시리즈인 나루토에서 투구꽃속 식물은 등장인물 중 한명인 야쿠시 카부토가 거대한 의학 기술을 가진 닌자로 언급되며 식물이 이 인물의 이름을 따라 지어진 것으로 묘사된다.

- 만화 및 애니메이션 시리즈인 가정교사 히트맨 리본의 등장인물인 토리카부토는 이 식물의 일본 이름을 따라 지어진다.

## 하위 종
| - Aconitum ajanense - Aconitum albo-violaceum : 줄바꽃 - Aconitum altaicum - Aconitum ambiguum : 민바꽃 - Aconitum angusticassidatum - Aconitum anthora - Aconitum anthoroideum - Aconitum album - Aconitum austrokoreense : 세뿔투구꽃 - Aconitum axilliflorum - Aconitum baburinii - Aconitum baicalense - Aconitum barbatum - Aconitum besserianum - Aconitum biflorum - Aconitum bucovinense - Aconitum burnatii - Aconitum carmichaelii' (Carmichael's Monkshood) - Aconitum charkeviczii - Aconitum chasmanthum - Aconitum chinense - Siebold.&Zucc. aka Aconitum carmichaelii var. truppelianum - Aconitum chiisanense : 지리바꽃 - Aconitum ciliare : 놋젓가락나물 - Aconitum cochleare - Aconitum columbianum - Aconitum confertiflorum - Aconitum consanguineum - Aconitum coreanum : 백부자 - Aconitum crassifolium - Aconitum cymbulatum - Aconitum czekanovskyi - Aconitum decipiens - Aconitum degenii (syn. A. variegatum ssp. paniculatum) - Aconitum delphinifolium (Larkspurleaf Monkshood) - Aconitum desoulavyi - Aconitum ferox - Aconitum firmum - Aconitum fischeri (Fischer Monkshood) - Aconitum flerovii - Aconitum gigas - Aconitum gracile (synonym of A. variegatum ssp. variegatum) - Aconitum helenae - Aconitum hemsleyanum - Aconitum hosteanum - Aconitum infectum - Aconitum jacquinii (synonym of A. anthora) - Aconitum jaluense : 투구꽃 - Aconitum jenisseense - Aconitum karafutense - Aconitum karakolicum - Aconitum kirinense - Aconitum krylovii - Aconitum kunasilense - Aconitum kurilense - Aconitum kusnezoffii : 이삭바꽃 - Aconitum kuzenevae - Aconitum lamarckii - Aconitum lasiostomum - Aconitum leucostomum - Aconitum longiracemosum - Aconitum lycoctonum - Aconitum macrorhynchum : 가는돌쩌귀 | - Aconitum maximum (Kamchatka Aconite) - Aconitum miyabei - Aconitum moldavicum - Aconitum monanthum : 각시투구꽃 - Aconitum montibaicalense - Aconitum nanum - Aconitum napellus - Aconitum nasutum - Aconitum nemorum - Aconitum neosachalinense - Aconitum noveboracense - Aconitum ochotense - Aconitum orientale - Aconitum paniculatum - Aconitum paradoxum - Aconitum pascoi - Aconitum pavlovae - Aconitum pilipes - Aconitum plicatum - Aconitum podolicum - Aconitum productum - Aconitum pseudokusnezowii - Aconitum pseudolaeve : 진교(진범) - Aconitum puchonroenicum - Aconitum raddeanum : 선줄바꽃 - Aconitum ranunculoides - Aconitum reclinatum - Aconitum rogoviczii - Aconitum romanicum - Aconitum rotundifolium - Aconitum rubicundum - Aconitum sachalinense - Aconitum sajanense - Aconitum saxatile - Aconitum sczukinii : 넓은잎초오 - Aconitum septentrionale - Aconitum seravschanicum - Aconitum sibiricum : 노랑투구꽃 - Aconitum sichotense - Aconitum smirnovii - Aconitum soongaricum - Aconitum stoloniferum - Aconitum stubendorffii - Aconitum subalpinum - Aconitum subglandulosum - Aconitum subvillosum - Aconitum sukaczevii - Aconitum taigicola - Aconitum talassicum - Aconitum tanguticum - Aconitum tauricum - Aconitum turczaninowii - Aconitum umbrosum : 선투구꽃 - Aconitum uncinatum - Aconitum variegatum - 가는줄돌쩌귀(Aconitum volubile) - Aconitum vulparia - Aconitum woroschilovii |

### 자연교잡종
- Aconitum × austriacum
- Aconitum × cammarum
- Aconitum × hebegynum
- Aconitum × oenipontanum (A. variegatum ssp. variegatum × ssp. paniculatum)
- Aconitum × pilosiusculum
- Aconitum × platanifolium (A. lycoctonum ssp. neapolitanum × ssp. vulparia)
- Aconitum × zahlbruckneri (A. napellus ssp. vulgare × A. variegatum ssp. variegatum)